# Sten Westerberg

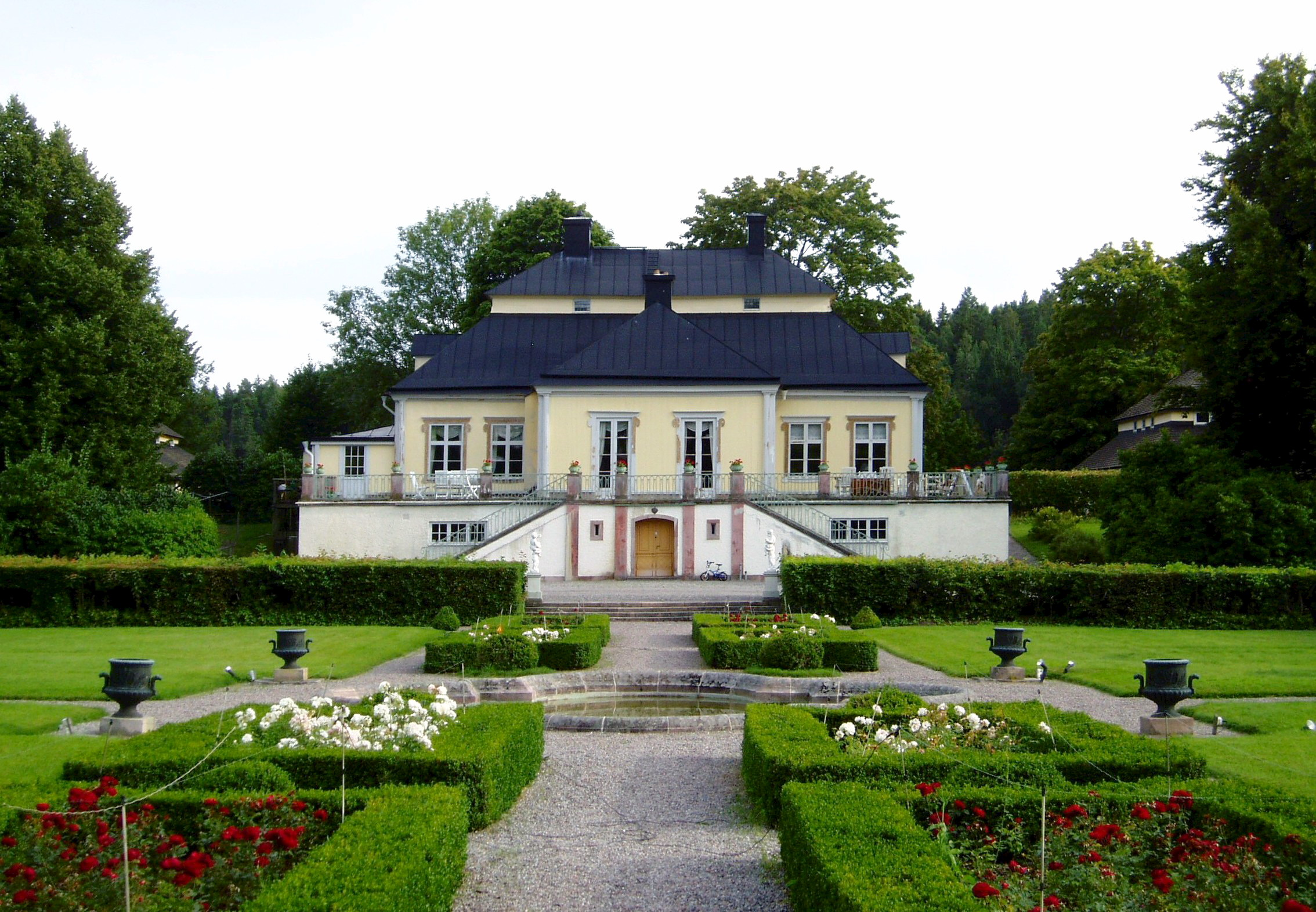
Beatelund på Ingarö, köpt av Sten Westerberg 1923

Sten Axelsson Westerberg, född 2 augusti 1884 i Uppsala, död 14 maj 1956 i Engelbrekts församling i Stockholm, var en svensk civilingenjör och industriman. Han var son till disponent Karl Gustaf Axel Westerberg.
Sten Westerberg tog ingenjörsexamen vid Kungliga Tekniska högskolan i Stockholm 1907. Han tog initiativet till att bilda Svenska Jästfabriks AB 1919, och var dess verkställande direktör från 1920 ända till år 1954. Han var även österrikisk generalkonsul 1929–1933, ordförande i Svenska Teknologföreningen 1937–1940 och Sveriges kemiska industrikontor 1942–1950 samt ledamot av Kungliga Ingenjörsvetenskapsakademien från 1937 (förste hedersledamot från 1952). Westerberg deltog i tidens ekonomiska och politiska debatt och var en av grundarna till Näringslivets Fond. Han var styrelseledamot i en rad företag såsom Industrivärden (ordförande), Svenska Handelsbanken (vice ordförande), SCA (ordförande), NK, och Svenska Metallverken.
Westerberg köpte 1923 Beatelund på Ingarö, som pietetsfullt restaurerades. Beatelund är idag en av landets bäst bevarade anläggningar från den karolinska tiden.  
Sten Westerberg var gift med Britta Bernhardt (1887–1984). De hade flera barn: dottern Birgit (1909–1977), gm Henry Wallenberg, Theodor Ahrenberg och Thure Stockenberg, dottern Malin, (1911-1973) gm C-B (Pompe) Nathhorst, sonen Bo (1913–1991), gm Ticken Björnstjerna, Ingrid Schaar och Helene Bubendorf, som 1955 tog över som VD för Svenska Jästfabriks AB, Jan Westerberg (1917–1994).gm Ellen Rasch, Inga-Britt Möller, Birgitta Engman och Clary Frisk, och Inga Westerberg (1919-1935).
Westerberg var en framstående boksamlare, vars bibliotek såldes av Libris auktioner i Stockholm 1972-3: "Sten Westerbergs bibliotek på Beatelund", 5 kataloger innehållande böcker om naturvetenskap och resor, nordiska resor och topografi, skönlitteratur och historia, svensk vitterhet och skönlitteratur, nordisk historia, varia, bibliografi, konst och konsthantverk.
Hans gravvård återfinns på Ingarö kyrkogård, öster om Stockholm.